# Beccarinda sumatrana
Beccarinda sumatrana är en tvåhjärtbladig växtart som beskrevs av Brian Laurence Burtt. Beccarinda sumatrana ingår i släktet Beccarinda och familjen Gesneriaceae. Inga underarter finns listade i Catalogue of Life.